# District de Gumla
Le district de Gumla est un district de l'état du Jharkhand, en Inde,

## Géographie
Au recensement de 2011, sa population compte 1 025 656 habitants. Son chef-lieu est la ville de Gumla.